# Операция «Месть»
Операция «Месть» (англ. Operation Vengeance) — американская операция по ликвидации главнокомандующего японским флотом адмирала Ямамото, осуществлённая 18 апреля 1943 года в ходе Второй мировой войны.

## Предыстория операции
Чтобы поднять боевой дух войск после поражения на Гуадалканале, Ямамото решил лично провести инспекцию войск южной части Тихого океана. 14 апреля 1943 года, в ходе разведывательной операции США, кодовое название «Мэджик» (англ. Magic), была перехвачена и расшифрована японская радиограмма, содержавшая подробную информацию о вылете Ямамото, включая расписание прибытия на все объекты, а также номера и тип самолётов, на которых он и его сопровождение будут передвигаться. Из шифровки было ясно, что Ямамото полетит из Рабаула на аэродром Баллалае, на острове Бугенвиль на Соломоновых островах, утром 18 апреля 1943 года.
Президент США Франклин Д. Рузвельт попросил министра ВМС Фрэнка Нокса «достать Ямамото». Нокс передал пожелания президента адмиралу Честеру У. Нимицу. Адмирал Нимиц посоветовался с адмиралом Уильямом Хэлси-младшим, командующим южно-тихоокеанской группой, и после этого разрешил провести операцию 17 апреля с задачей перехватить и сбить самолёт Ямамото.

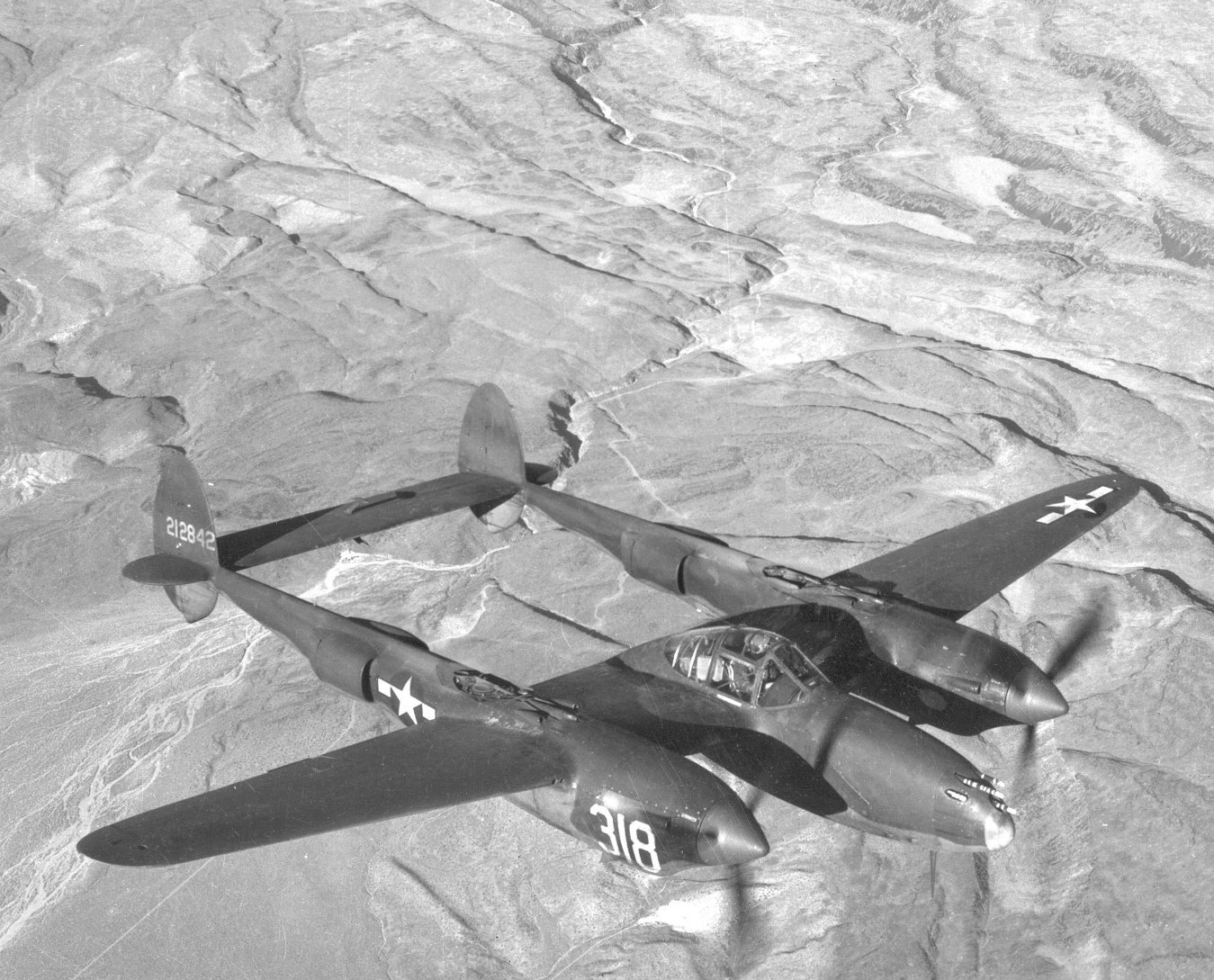
P-38G Lightning.

Для проведения перехвата была выбрана 339-я истребительная эскадрилья 347-й истребительной группы 13-й Воздушной армии, так как их машины P-38 «Лайтнинг» имели достаточную дальность полёта. Пилоты были уведомлены, что они будут проводить перехват «важного старшего офицера», но не были поставлены в известность об имени их мишени.

## Бой

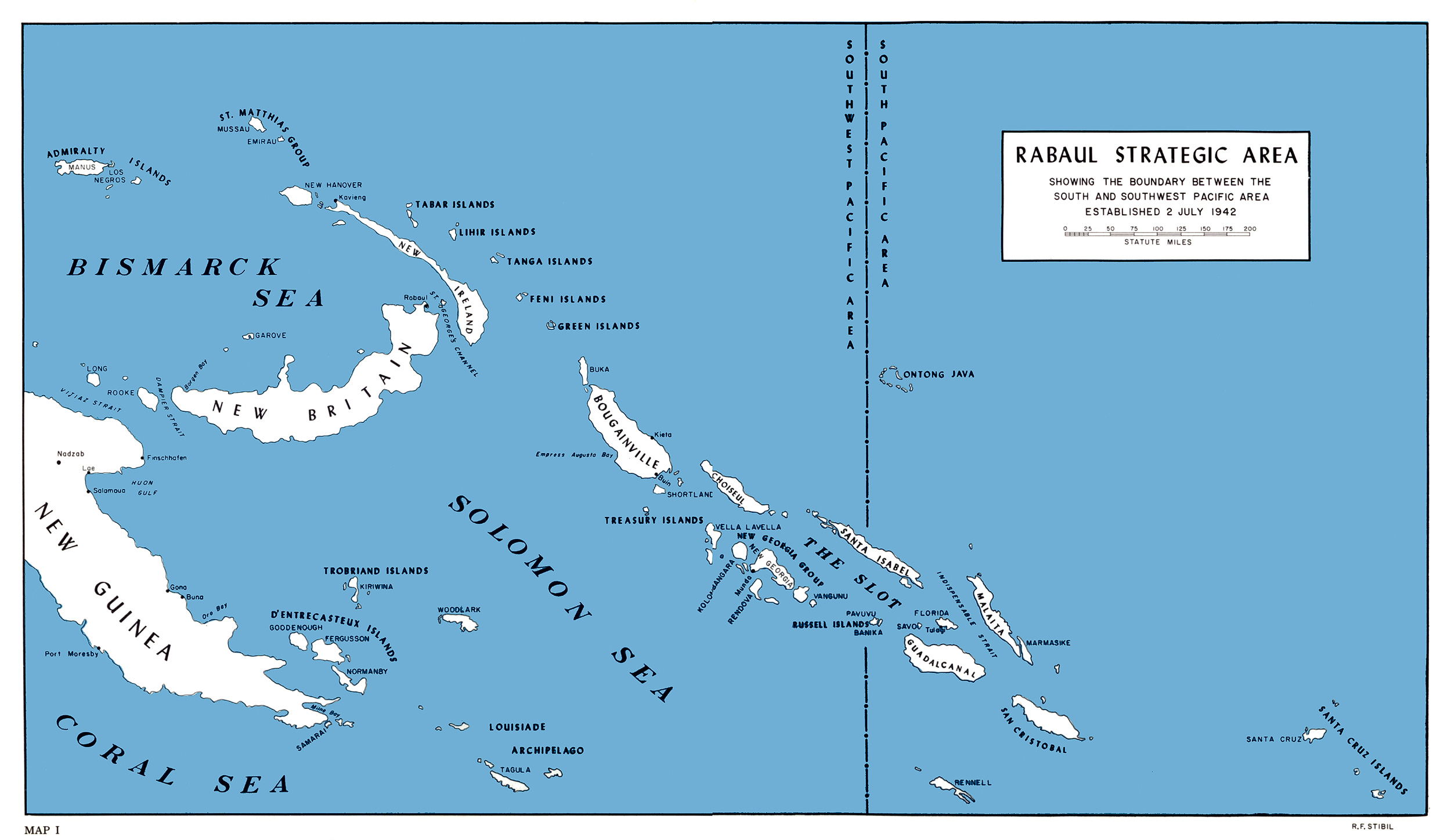
Карта юго-западной части Тихого океана, где произошёл бой между американскими и японскими истребителями.

Утром 18 апреля, несмотря на советы местных командиров отменить полёт из-за опасения засады, Ямамото вылетел из Рабаула по расписанию на бомбардировщике «Бетти» (Ямамото сидел в рубке слева от пилота) для перелёта в 315 миль.
Вскоре после этого восемнадцать специально оборудованных дополнительными топливными баками P-38 стартовали с Гуадалканала (один не смог подняться, один вернулся из-за поломки, и два упали в море). Они летели на очень малой высоте и поддерживали радиомолчание почти всё время перелёта на расстояние 430 миль, чтобы не быть обнаруженными. В 09:34 по Токио группы встретились, и завязался воздушный бой между 14-ю P-38 (минимум 2-м не удалось сбросить дополнительные баки перед атакой, и минимум 2 других были вынуждены прикрывать их, так что численное превосходство американской эскадрильи не было подавляющим) и шестью истребителями «Зеро» из сопровождения Ямамото.
Лейтенант Рекс Т. Барбер (англ. Rex T. Barber) атаковал первый из двух японских бомбардировщиков, который и был самолётом Ямамото. Он поливал самолёт огнём из пулемёта, пока левый мотор бомбардировщика не задымился. Барбер развернулся, чтобы атаковать второй бомбардировщик; в этот момент самолёт Ямамото рухнул в джунгли. Второй «Бетти», подвергавшийся атакам Барбера и других американских пилотов, начал снижаться и совершил аварийную посадку на воду. Находившиеся в нём офицеры штаба Ямамото, за исключением вице-адмирала Угаки и ещё двух человек, погибли.
После битвы другой пилот, капитан Томас Джордж Ланфье-младший (англ. Thomas George Lanphier, Jr.), пытался доказать, что именно он сбил главный бомбардировщик. Это заявление начало спор, который продолжался несколько десятилетий, пока специальная экспедиция не провела анализ направления пуль на месте крушения. Большинство историков в наше время приписали этот бомбардировщик на счёт Барбера. Официально ВВС США разделили победу между Барбером и Ланфье, и это решение никогда не менялось.

## Итоги боя
На следующий день японский спасательный отряд под командованием армейского инженера лейтенанта Хамасуны, нашёл в джунглях место крушения и тело адмирала Ямамото, к северу от бывшей австралийской береговой заставы Буин. По словам Хамасуны, Ямамото был выброшен из фюзеляжа самолёта под дерево, тело сидело прямо, пристёгнутое к сидению, и рука в белой перчатке сжимала рукоятку его катаны. Хамасуна сказал, что опознать Ямамото было довольно легко, его голова наклонена, как если бы он задумался. Аутопсия показала, что Ямамото получил два пулевых ранения, одно в заднюю часть левого плеча, другое в нижнюю часть нижней челюсти, с выходным отверстием над правым глазом. Несмотря на все доказательства, вопрос о том, пережил ли адмирал крушение, стал предметом споров в Японии.
В данном бою погиб только лишь один американский пилот — лейтенант Рэймонд Хайн (англ. Raymond Hine). Его самолёт не вернулся на базу после того, как был подбит пилотом 504 авиагруппы Императорского флота Японии Сёити Сугитой. С учетом того, что истребителям пришлось драться на пределе радиуса действия, с учетом дополнительных топливных баков, подбитый летчик не имел никаких шансов вернуться.
Это была самая длинная операция по воздушному перехвату за всю историю войны. В Японии она стала известна как «Военно-морской инцидент А» (海軍甲事件). Она подняла боевой дух в США, и шокировала Японию, которая официально признала этот инцидент лишь 21 мая 1943 года. Чтобы скрыть от японцев факт расшифровки их кода, американские газеты сообщили, что гражданские наблюдатели видели, как Ямамото садился на самолёт на Соломоновых островах. Имена американских пилотов также не были опубликованы — брат одного из них был в японском плену, и они опасались за его безопасность.
Капитан Ватанабэ и его сопровождение кремировали останки Ямамото в Буине, пепел был возвращён в Токио на борту линкора «Мусаси» — последнего флагмана Ямамото. Ямамото был почётно похоронен 3 июня 1943 года, и получил звание Адмирала флота и орден Хризантемы (первого класса) посмертно. Немецкое правительство также наградило его Рыцарским Орденом Железного Креста с дубовыми листьями и мечами. Часть его праха была погребена на общем кладбище Тама (多摩霊園), а другая часть на его древнем семейном кладбище у храма Тёко-дзи в Нагаоке.